# Залад, Раде
Раде Залад (серб. Rade Zalad / Раде Залад, родился 26 октября 1956 года в Панчево) — югославский футболист, игравший на позиции вратаря, ныне сербский футбольный тренер.

## Игровая карьера
Отец — Марко Залад — болельщик белградского «Партизана». Воспитанник школы клуба «Единство» (Качарево), в системе «Партизана» с 14 лет. В основном составе с 1978 года, выступал за команды «Будучност» (Подгорица) и «Приштина» в Первой лиге Югославии. В дальнейшем играл в Турции за клубы «Бешикташ», «Эскишехирспор» и «Анкарагюджю».

## Тренерская карьера
Карьеру тренера Залад начал в клубе «Обилич», будучи тренером вратарей и спортивным директором (вратарями команды были Раде Мойович, Радован Радакович и Душан Оджаклич), а позже в 1996 году клуб выкупил Желько Ражнатович. В разговоре с ним Залад выразил желание покинуть команду, объяснив, что может работать тренером вратарей в любой команде, но не предназначен работать спортивным директором. В дальнейшем работал в белградской команде «Милиционар» из Первой лиги с Джордже Герумом и Бане Смиляничем на протяжении трёх лет (вратарями были Оливер Ковачевич и Иван Ранджелович).
В 2001 году по предложению Владимира Петровича начал работу в сборной Сербии и Черногории, с которой проработал до 2005 года. Два года проработал в «Партизане», который выиграл в сезоне 2004/2005 титул чемпиона Сербии. В 2007 году был приглашён в сборную Сербии в штаб Хавьера Клементе. В сезоне 2007/2008 — тренер вратарей ливийского «Аль-Иттихада» в штабе Бранко Смилянича; в сборной под руководством Мирослава Джукича не работал, вернувшись в штаб после назначения Радомира Антича. Член штаба сборной Сербии на чемпионате мира 2010 года.
10 июня 2013 года он стал тренером вратарей софийского ЦСКА, в августе 2014 года — тренером вратарей «Напредака» из Сербской Суперлиги

## Достижения
Чемпионат Югославии
- Чемпион: 1983
- Серебряный призёр: 1984

Кубок Югославии
- Финалист: 1979

Чемпионат Турции
- Серебряный призёр: 1988, 1989

Кубок Турции
- Обладатель: 1989
- Финалист: 1987, 1991

Кубок Премьер-министра Турции
- Обладатель: 1987, 1988, 1991